# Tozzia carpathica
Tozzia carpathica là loài thực vật có hoa thuộc họ Cỏ chổi. Loài này được Woloszcz. miêu tả khoa học đầu tiên.